# Euribor
EURIBOR je kratica (EURo InterBank Offered Rate), ki označuje obrestno mero za denarna sredstva v medbančnem sektorju evroobmočja.